# 金塔河
金塔河，位于中国甘肃省西部的一条内流河，属于石羊河水系。金塔河由大水河和冰沟河等汇集而成：大水河发源于天祝藏族自治县旦马乡西南冷龙岭北侧大雪山一带；冰沟河发源于祁连镇西南大雪山北麓紫尔龙海子（打涝池）一带。两河蜿蜒向东北，于武威市凉州区新华镇青咀村汇入南营水库，出库后东北流至杨家河柳庄分为东西两岔，右岔（东）称杨家坝河，左岔（西）称西沙河。杨家坝河向东北流经武威市区东门外，汇市区东北泉水后折向西北，于金羊镇松涛寺附近与西岔西沙河汇合组成红柳湾河，全长36千米，平均比降1%左右。西沙河因流经金塔寺又称金塔寺河，向北流经武威市区西部，之后转东流，于松涛寺东北与东岔汇合。由于杨家坝河和西沙河从武威城南的金塔寺分流，分别绕武威城东西，又汇流于城北，因此又俗称“包城河”。目前原杨家坝河道为金塔河排洪河道，平常干涸无流，西沙河为干涸滩。金塔河全长约102千米。出山口以上河长50千米，集水面积841平方千米，年均径流量1.37亿立方米。